# Ruth Clifford
Ruth Clifford (17 de fevereiro de 1900 - 30 de novembro de 1998) foi uma atriz de cinema estadunidense que iniciou sua carreira na era do cinema mudo, e continuou atuando até a era da televisão. Atuou em 165 filmes entre 1916 e 1977.

## Biografia

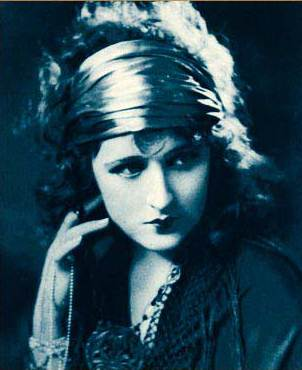
Ruth Clifford em Stars of the Photoplay

Nascida em Pawtucket, Rhode Island, estudou no St. Mary's Seminary, em Narragansett, Rhode Island, e quando sua mãe faleceu, em 1911, mudou-se para Los Angeles para viver com sua tia atriz. Começou a trabalhar como extra na Universal Pictures aos 15 anos, em papéis eventuais. Seu primeiro filme foi Behind the Lines (1916), ao lado de Edith Johnson e Harry Carey, para a Universal.
Nos anos 1920, começou a atuar em personagens mais importantes, entre eles Ann Rutledge, a amada perdida de Abraham Lincoln, em The Dramatic Life of Abraham Lincoln (1924). Com a chegada do som, porém, suas atuações foram diminuindo, e passou a aparecer apenas em pequenos papéis.
Ela foi a favorita de John Ford (eles jogavam bridge juntos), e ele a usou em oito filmes, porém não em papéis substanciais. Fez a voz de Minnie Mouse e Daisy Duck, de Walt Disney, entre 1944 e 1952.
Nos últimos anos de carreira, fez apenas pequenos papéis não creditados em filmes como The Searchers (1956, não-creditada) e Funny Girl (1968, não-creditada). Trabalhou em várias séries de televisão, tais como Jungle Jim e Dr. Kildare. Sua última atuação foi na série de televisão Police Story, no episódio The Six Foot Stretch, exibido em 24 de março de 1977, onde interpretava Mrs. Stewart.
Ruth viveu tempo suficiente para ver a si mesma em documentários e entrevistas sobre o início de Hollywood. Embora não gostasse de entrevistas, Clifford estava profundamente interessada na história do cinema e participou de dois documentários sobre o assunto: A Seat in the Stars: The Cinema and Ireland, de 1984, e The Silent Feminists: Americas First Women Directors. No último, ela discutiu o trabalho de Elsie Jane Wilson, que dirigiu Clifford em The Lure of Luxury (1918) e The Games Up (1919).
Morreu aos 98 anos, em 1998, sepultada no Holy Cross Cemetery, em Culver City.

## Vida pessoal
Foi casada com o corretor de imóveis de Beverly Hills James Cornelius, com quem teve um filho. Divorciou-se em 1938.

## Filmografia parcial
- Behind the Lines (1916)
- A Kentucky Cinderella (1917)
- The Savage (1917)
- The Millionaire Pirate (1919)
- The Game's Up (1919)
- The Invisible Ray (1920)

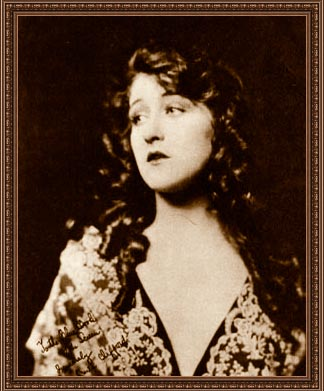
Ruth Clifford em The Blue Book of the Screen, 1923.

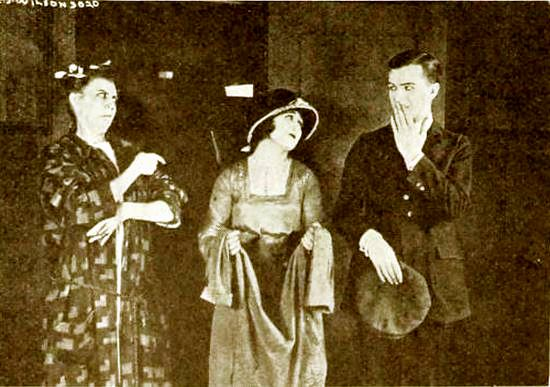
Cena do filme The Game's Up (1919), com Ruth Clifford (centro) e Albert Ray

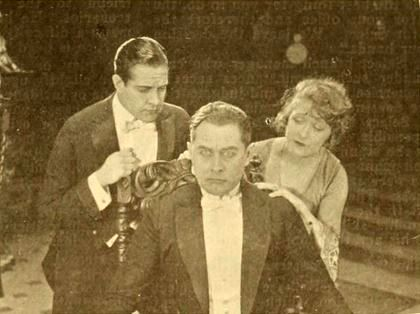
Cena do filme The Millionaire Pirate (1919)com um ator não identificado, Monroe Salisbury e Ruth Clifford

- The Face on the Bar-Room Floor (1923)
- April Showers (1923)
- Truxton King (1923)
- Butterfly (1924)
- The Dramatic Life of Abraham Lincoln (1924)
- The Phantom of the Opera (1925)
- As Man Desires (1925)
- The Show of Shows (1929)
- The Sign of the Cross (não creditada, 1932)
- Face in the Sky (1933)
- Stand Up and Cheer! (1934)
- Hollywood Boulevard (1936)
- Free, Blonde and 21 (1940)
- How Green Was My Valley (1941, não-creditada)
- The Postman Didn't Ring (não-creditada, 1942)
- The Keys of the Kingdom (1944, não-creditada)
- Leave Her to Heaven (1945, não-creditada)
- The Snake Pit (1948, não-creditada)
- 3 Godfathers (1948, não-creditada)
- Sunset Blvd. (1950, não-creditada)
- The Quiet Man (1952, não-creditada)
- Prince of Players (1955)
- The Searchers (1956, não-creditada)
- The Man in the Gray Flannel Suit (1956, não-creditada)
- Designing Woman (1957, não-creditada)
- The Last Hurrah (1958, não-creditada)
- Two Rode Together (1961, não-creditada)
- I'd Rather Be Rich (1964, não-creditada)
- Funny Girl (1968, não-creditada)